# Università di scienze e tecnologie di Qingdao
l'Università di science e tecnologie di Qingdao (青岛科技大学S, Qīngdǎo Kējì DàxuéP; sigla QUST, dal nome inglese Qingdao University of Science and Technology) è un'università della città di Qingdao, chiamata anche con l'acronimo Qingkeda (青科大). Fa parte delle nove università chiave della Provincia dello Shandong (山东省属重点高校).

## Storia
L'Ateneo è stato fondato nel 1950 come Shenyang Light Industry Vocational School (沈阳轻工业高级职业学校) a Shenyang, il capoluogo della provincia del Liaoning, in Manciuria. Successivamente, nel 1954, venne trasferita a Qingdao, cambiando nome in Qingdao Rubber Industry School (青岛橡胶工业学校). Nel 1958 passò alle dirette dipendenze del Ministero per l'Indurstria Chimica con il nome di Shandong College of Chemical Industry (山东化工学院). Nel 1984 cambiò nuovamente denominazione in Qingdao Institute of Chemical Industry (青岛化工学院). Negli anni successivi venne ampliata l'offerta formativa istituendo corsi di laurea in scienze forensi, umanistiche ed economiche, fino all'incorporamento della Qingdao Arts and Crafts School (青岛工艺美术学校) in 2001, che divenne facoltà universitaria (学院). Nello stesso anno cambiò definitivamente denominazione prendendo quella attuale， ottenendo contemporaneamente lo status di università (大学). Nel marzo del 2002 venne inaugurato il nuovo campus di Laoshan, in cui vennero trasferite molte facoltà, tra cui lingue, marxismo e l'accademia d'arte conservatorio, che avevano sede nei vecchi edifici del quartiere di Sifang.

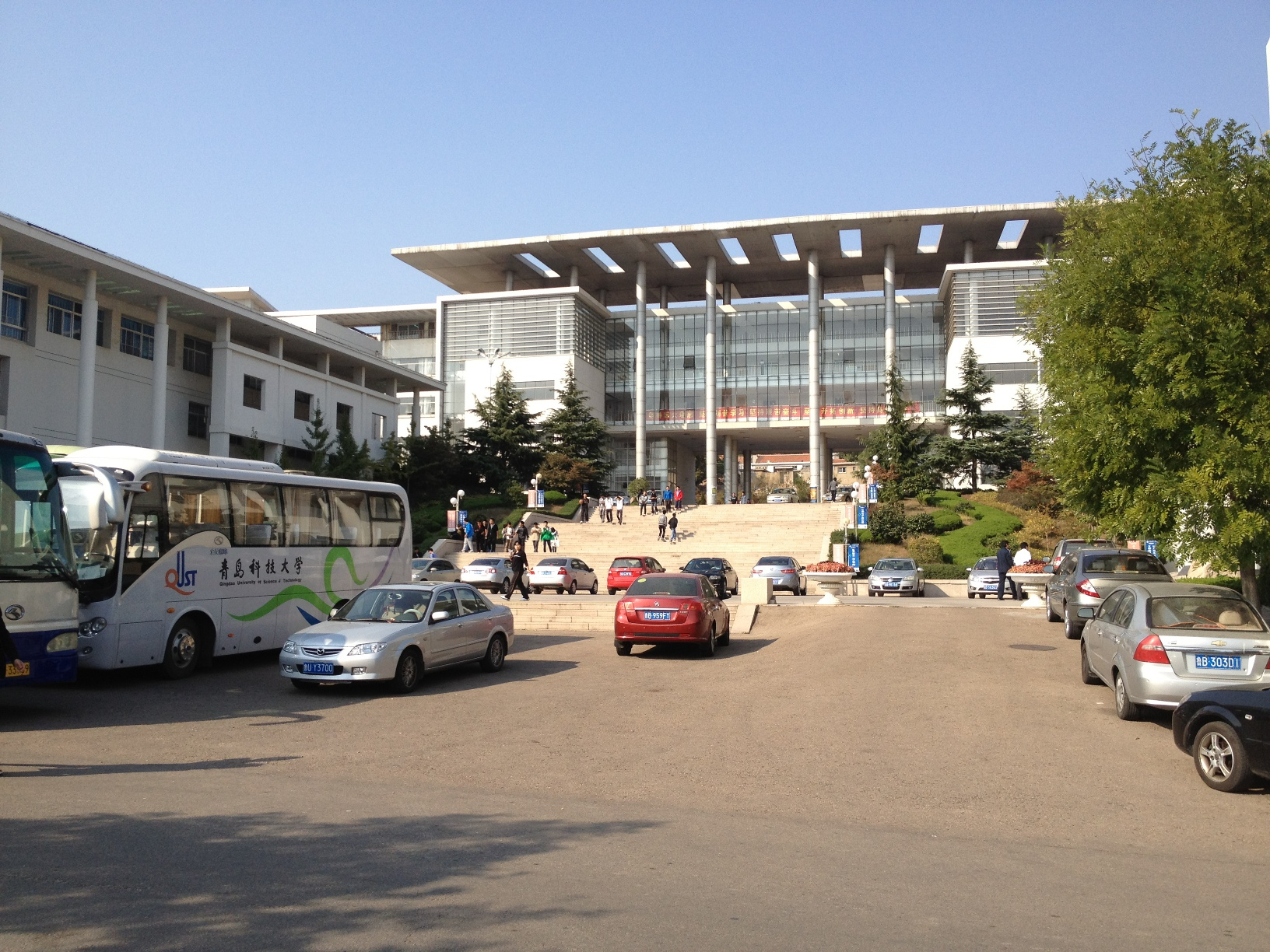
Facoltà di Marxismo, campus di Laoshan

## Organizzazione
La Qingkeda ha 63 corsi di laurea di primo livello (本科)，20 corsi di laurea specialistica e 4 programmi di dottorato di ricerca nei settori della chimica industriale e ingegneria. Corsi di lingua e cultura cinese per studenti internazionali e dottorati di ricerca in science teoriche e applicate, ingegneria, lingue, letteratura, economia, medicina, giurisprudenza e arti visive e musicali. Nel 2011 è stata inclusa nell'Excellence Plan for Engineering Education (卓越工程师教育培养计划). L'ateneo ospita il National Key Laboratory per le ricerche sui materiali plastici e sulla gomma.
Comprende tre campus, due situati nelle zone di Sifang e di Laoshan a Qingdao, uno nella zona di Gaomi nella città di Weifang.

### Campus di Sifang
È il campus universitario più antico, situato nel quartiere di Sifang, non lontano dallo Jiaozhou Bay Bridge. Le sue strutture sono caratterizzate dall'architettura in stile sovieto-stalinista.
- College of Chemical Engineering  化工学院.
- College of Chemistry and Molecular Engineering  化学与分子工程学院.
- School of Polymer Science and Engineering  高分子科学与工程学院.
- College of Materials Science and Engineering  材料科学与工程学院.
- College of Environment and Safety Engineering  环境与安全工程学院.
- College of Automation and Electronic Engineering  自动化与电子工程学院.
- College of Adult Vocational Education  成教学院高职学院.

### Campus di Laoshan
Inaugurato nel 2002, è il campus più grande dell'ateneo. È situato in una delle zone turistiche della città, a poca distanza dal monte Lao (崂山), che dà il nome al quartiere, e dalla Shilaoren Beach (石老人海水浴场) caratterizzata dalla presenza di una roccia marina che ricorda la fisionomia di un uomo anziano.
- College of Electromechanical Engineering  机电工程学院.
- College of Mathematics  数理学院.
- School of Information Sciences and Technology  信息科学技术学院.
- School of Foreign Languages  外国语学院.
- College of Economics and Management  经济与管理学院.
- College of the Arts  艺术学院.
- College of Communication and Animation  传播与动漫学院.
- College of Marxism  马克思主义学院 (archiviato dall'url originale il 16 ottobre 2011).
- Law School  政法学院.
- Department of Sports  体育教学部.
- Sino-German Technology College  中德科技学院.
- College of International Cooperation  国际合作学院.

### Campus di Gaomi
Il campus di Gaomi ospita i distaccamenti di alcune delle facoltà presenti nelle due sedi principali. I corsi, che comprendono anche percorsi al termine dei quali vengono rilasciati diplomi universitari (大专), riguardano principalmente materie come economia, chimica e informatica.
- Qingdao University of Science and Technology, Gaomi Campus  青岛科技大学高密校区. URL consultato il 31 gennaio 2018 (archiviato dall'url originale il 27 ottobre 2012).

## Cooperazione internazionale
La Qingkeda collabora a livello internazionale con diversi ateni italiani tra cui l'Università per stranieri di Perugia, diventando dal 2012 sede di certificazione linguistica CELI per l'italiano come L2 e di certificazione glottodidattica DILS. Grazie alla cooperazione con l'Università di Paderborn, Germania, è stato attivato il Sino-German Technology College che ha sede presso il campus di Laoshan. L'ateneo inoltre intrattiene rapporti di collaborazione con più di 60 istituti di istruzione universitaria in tutto il mondo. Qui sotto sono riportate alcune università partner per quanto riguarda programmi di mobilità studentesca e visiting professor:
- Università tecnica statale di Tambov, Russia
- Kongju National University, Corea del Sud
- Università Kangnam, Corea del Sud
- Ostbayerische Technische Hochschule (OTH) Regensburg, Germania
- Università degli Studi di Roma "La Sapienza", Italia
- Università per stranieri di Perugia, Italia
- Accademia di belle arti "Pietro Vannucci" di Perugia, Italia
- Università degli Studi Internazionali di Roma, Italia